# Willard Van Orman Quine
Willard Van Orman Quine (født 25. juni 1908, død 25. december 2000) var en amerikansk filosof, der har søgt at forene pragmatismen med den logiske positivisme, og som har aflivet mange af dogmerne inden for den tidlige analytiske filosofi.